# Palm Beach County
Palm Beach County is een county in de Amerikaanse staat Florida.
De county heeft een landoppervlakte van 5.113 km² en telt 1.131.184 inwoners (volkstelling 2000). De hoofdplaats is West Palm Beach.